# Île de Blaison
L'île de Blaison est une île de la Loire, en France appartenant administrativement à Blaison-Saint-Sulpice.

## Description
Elle s'étend sur environ 5 km de longueur pour une largeur de moins de 900 m et comporte quelques habitations. 

## Histoire
Des travaux y ont été effectués en 1859 pour lutter contre les corrosions de la Loire.